# Ruffa Gutierrez

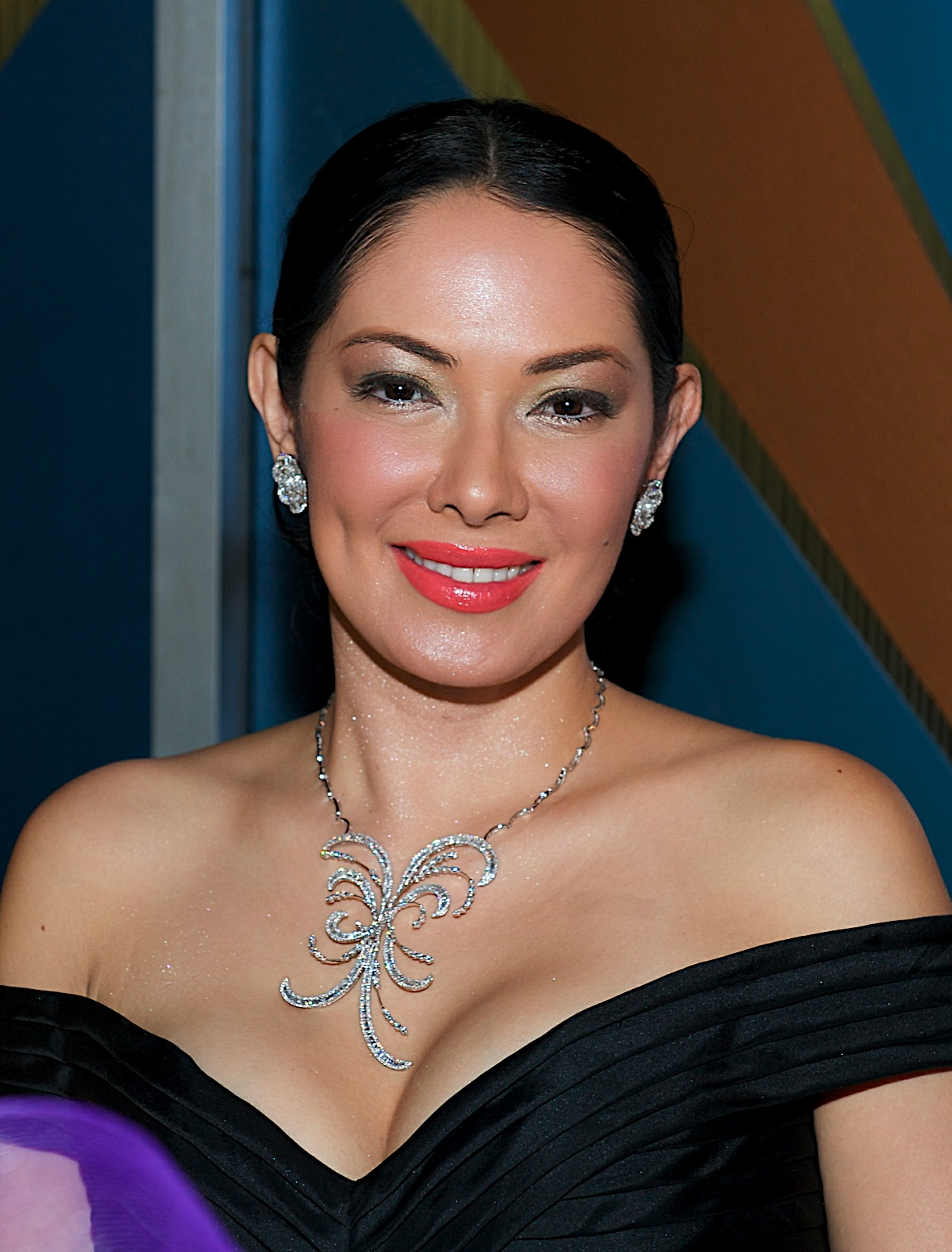
Ruffa Gutierrez (2009)

Sharmaine Ruffa Rama Gutierrez-Bektaş, besser bekannt unter dem Namen Ruffa Gutierrez (* 24. Juni 1974 in Manila), ist eine philippinische Schauspielerin, Model und ehemalige Schönheitskönigin. Sie belegte 1993 bei der Wahl zur Miss World den zweiten Platz. Die Tochter des spanisch-philippinischen Schauspielers Eddie Guitierrez und der Schauspielerin Anabelle Rama spielte in über 50 philippinischen Filmen mit.

## Leben
2003 heiratete sie in Manila den türkischen Geschäftsmann Yılmaz Bektaş. 2003 und 2004 gebar sie zwei eheliche Töchter lebte mit ihnen in Istanbul für einige Jahre, wenngleich sie regelmäßig zurück nach Hause zu den Philippinen kam, um dort Geschäfte abzuschließen, Gast im Fernsehen zu sein, oder die Ferien dort zu verbringen.
Vergeblich bat sie ihren Ehemann, ihr einen Zugang zum Fernsehen zu verschaffen, um weiter arbeiten zu können.
Am 8. Mai 2007 veröffentlichten Gutierrez und Bektaş ihre beiderseitige Entscheidung, ihre vierjährige Ehe zu beenden. Am 9. und 10. Juni 2007 sagte sie gegenüber GMA-7's Startalk, dass sie während ihres Aufenthaltes in der Türkei von Bektaş physisch gefoltert und missbraucht wurde. Ihrer Aussage nach sei das der Grund, weshalb sie sich scheiden lasse. Gutierrez offenbarte des Weiteren, dass sie durch Stromschlag im Bad getötet werden sollte, ununterbrochen 15 Stunden lang geschlagen wurde und in einem Schrank eingesperrt war. Bektaş gab zu, dass er zum Zeitpunkt ihres Kennenlernens wusste, dass sie noch mit ihrem vorigen Mann verheiratet war, bestreitet aber, sie gefoltert zu haben. Gutierrez, welche während ihrer Hochzeit mit Bektaş zum Islam konvertierte, ist nach ihrer Rückkehr auf die Philippinen wieder zur Römisch-katholischen Kirche zurückgekehrt.

## TV-Karriere
2002, vor ihrer Hochzeit mit Bektaş, war Ruffa Gutierrez ein GMA-7 Talent. Sie hatte drei regelmäßige Shows bei GMA Network. Zudem war sie Moderatorin und Veranstalterin von Philippines’ Next Top Model bei RPN-9. Des Weiteren war sie Gast mehrerer anderer Sendungen.